# Bruno Adrian Boley
Bruno A. Boley (Trieste, 13 de maio de 1924 – Providence,  11 de fevereiro de 2017) foi um engenheiro estadunidense nascido na Itália.
Foi para os Estados Unidos em 1939. Obteve um doutorado em 1946 no Instituto Politécnico da Universidade de Nova Iorque. Foi eleito membro da Academia Nacional de Engenharia dos Estados Unidos em 1975.